# Burmagomphus laidlawi
Burmagomphus laidlawi е вид водно конче от семейство Gomphidae.

## Разпространение
Видът е разпространен в Индия (Карнатака, Керала и Тамил Наду).